# Chionaema klapperichi
Chionaema klapperichi là một loài bướm đêm thuộc phân họ Arctiinae, họ Erebidae.